# Чемпионат Европы по футболу среди женщин 1993
Чемпионат Европы по футболу среди женщин 1993 года, или «Евро-1993», — 5-й женский чемпионат Европы по футболу, футбольный турнир для европейских стран, проводимый в период с 1991 по 1993 годы (с отборочного раунда) под эгидой УЕФА. Финальная игра проходила в Италии. Чемпионский титул во 2-й раз завоевала сборная Норвегии, обыгравшая в финале сборную Италии со счётом 1-0.

## Формат
В отборочном раунде 23 команды были разделены на 8 групп (7 групп по 3 команды, в одной — 2 команды), победитель каждой группы квалифицировался в четвертьфинал соревнований. Команды (4 пары) играли навылет (плей-офф) по 2 игры (на полях обеих сборных, т.е каждая из команд играла на своём (в своей стране) и чужом (в стране соперника) поле). В финале была только одна игра, её победитель был объявлен чемпионом. Проигравшие в полуфинале играли матч за третье место.

## Квалификация
См.: Чемпионат Европы по футболу среди женщин 1993 (отборочный турнир)

## Результаты

### Полуфиналы
| Норвегия                 | 1—0 | Дания |
| ------------------------ | --- | ----- |
| Анне Нюмарк Андерсен 63′ |     |       |

| Италия              | 1—1 (д.в.) (4-3 пен.) | Германия      |
| ------------------- | --------------------- | ------------- |
| Каролина Мораче 63′ |                       | Хайди Мор 56′ |

### Матч за третье место
| Германия          | 1—3 | Дания                                       |
| ----------------- | --- | ------------------------------------------- |
| Марен Майнерт 31′ |     | Сьюзен Маккензи 10′, 42′ · Ханне Ниссен 35′ |

### Финал
| Италия | 0—1 | Норвегия          |
| ------ | --- | ----------------- |
|        |     | Бирте Хегстад 75′ |

## Бомбардиры
2 гола
- Susan Mackensie

1 гол
| - Hanne Nissen - Maren Meinert - Heidi Mohr | - Каролина Мораче - Birthe Hegstad - Anne Nymark Andersen |